# Niken
Niken ist eine osttimoresische Aldeia im Sucos Bairro Pite (Verwaltungsamt Dom Aleixo, Gemeinde Dili). 2015 lebten in Niken 1599 Menschen.

## Lage und Einrichtungen
Niken liegt im Süden des Sucos Bairro Pite. Der stärker besiedelte Norden bildet den Stadtteil Kakaulidung (Kakau Lidun, Cacaulidun). Im Nordwesten grenzt Niken an die Aldeias Efaca, Fatumeta und 5 de Outubro, im Norden, jenseits der Avenida de Manleuana, an die Aldeias We Dalac und Rainain, im Nordosten an die Aldeias Fuslam und Moris Ba Dame, im Osten an die Aldeia Buca Fini und im Süden an die Aldeia Timor Cmanec.
Im Norden von Niken befindet sich das Instituto Filosofia e Teologia Dom Jaime Garcia Goulart (ISFIT), die Maternidade de Nossa Senhora de Fátima und der Cemitério de Cacaulidun. Das Zentrum und der Süden sind nahezu unbesiedelt.